# 山本寺上杉家
山本寺上杉家（さんぼんじうえすぎけ）は、戦国時代に越後国にあった上杉氏の諸家のひとつ。始祖は上杉房朝の弟・上杉朝定であると言われるが、定かではない。

## 概要
山本寺上杉家は、越後上杉家の傍流であることは確かであるが、当主の名前あるいはどの代で分家したのかも資料によって違い（別名も多岐にわたる）があり、不鮮明である。越後守護の上杉氏が傀儡となった後は、しばしば長尾為景らと対立したが、上杉定実病死後に守護代長尾氏が幕府から国主の認可を受けるとこれに従い、以後は越後（後の長尾上杉氏）に仕えた。越後守護家の縁の深い家柄であるためか、戦国時代において一門の中でもかなり高い待遇だった。当主の出奔、戦死が相次ぐも、子孫は米沢藩士として残った。

## 歴代当主
1. 上杉教朝？
2. 上杉朝定
3. 山本寺定種
4. 山本寺定景
5. 山本寺定長
6. 山本寺孝長
7. 山本寺勝長